# Lac Amaramba
Le lac Amaramba (en portugais : Lago Amaramba) est un lac peu profond du Mozambique, près de la frontière avec le Malawi. Situé sur le plateau surmontant le Lac Malawi, il se trouve au nord du lac Chiuta qui l'alimente. Son émissaire est la rivière Lugenda, affluent du Ruvuma.